# HL Tau 76
HL Tau 76 (V411 Tau / WD 0416+272 / EGGR 265) es una enana blanca en la constelación de Tauro situada a 154 años luz de distancia del sistema solar. De tipo espectral DAV5, su temperatura efectiva es de 11.440 K. Su masa es de 0,575 masas solares y su luminosidad equivale a un 0,39% de la luminosidad solar. Su radio es un 1,62% del radio solar.
HL Tau 76 es una enana blanca pulsante del tipo ZZ Ceti. Fue descubierta por Guillermo Haro y Willem Jacob Luyten en 1961, siendo la primera enana blanca variable observada, cuando en 1968, Arlo U. Landolt encontró que su brillo fluctuaba con un período de 749,5 s o 12,5 minutos. Como en otras variables ZZ Ceti, su variabilidad proviene de ondas de gravedad no-radiales dentro de la estrella. Observaciones y análisis posteriores han permitido encontrar 43 modos normales de pulsación, con períodos que van desde 380 a 1390 s. El período de rotación de la estrella es de 2,2 días.
HL Tau 76 no debe confundirse con la también estrella variable HL Tauri o HL Tau, estrella T Tauri de nombre similar.